# Domenico Angiulli
Domenico Angiulli (Gioia del Colle, 11 marzo 1969) è un militare italiano, ha sventato una rapina a Piazzolla di Nola.